# إيمي بيندكت
إيمي بيندكت (بالإنجليزية: Amy Benedict)‏ هي ممثلة أمريكية، ولدت في 16 يوليو 1964 في كولومبيا في الولايات المتحدة.

## وصلات خارجية
- إيمي بيندكت على موقع IMDb (الإنجليزية)
- إيمي بيندكت على موقع قاعدة بيانات الفيلم (الإنجليزية)